# Frans Rombaut
 Frans Ferdinand Rombaut (ur. 28 listopada 1921 w Temse, zm. 25 października 2006 w Verviers) – belgijski zapaśnik walczący w stylu klasycznym. Olimpijczyk z Londynu 1948, gdzie zajął trzynaste miejsce w kategorii do 67 kg.

## Letnie Igrzyska Olimpijskie 1948
| Konkurencja          | Rundy eliminacyjne     | Rundy eliminacyjne        | Klas. końcowa |
| Konkurencja          | Przeciwnik I           | Przeciwnik II             | Miejsce       |
| -------------------- | ---------------------- | ------------------------- | ------------- |
| 67 kg styl klasyczny | Giacomo Gesino (ITA) P | Johannes Munnikes (NED) P | 13.           |